# Luca Cantagalli
Luca Cantagalli (ur. 8 grudnia 1965 w Reggio nell’Emilia) – włoski siatkarz, medalista igrzysk olimpijskich, tryumfator mistrzostw świata, mistrzostw Europy i ligi światowej oraz wielokrotny mistrz Włoch.

## Życiorys

### Kariera reprezentacyjna
Zadebiutował w reprezentacji Włoch 18 marca 1986 w wygranym meczu z Argentyną. Posiada dwa tytuły mistrza świata, z 1990 z Brazylii i z 1994 z Grecji. Zdobył 4 medale mistrzostw Europy, w tym 3 złote w 1989 w Szwecji, w 1993 w Finlandii i 1995 w Grecji oraz srebrny w 1991 w Niemczech. W lidze światowej zwyciężał trzykrotnie – w 1990, 1991 i 1992. Zajął 1. miejsce w Pucharze Wielkich Mistrzów 1993. W drużynie narodowej rozegrał 330 meczów.
Cantagalli trzykrotnie reprezentował Włochy na letnich igrzyskach olimpijskich. Pierwszy raz wystąpił na igrzyskach 1988 odbywających się w Seulu. Zagrał wówczas we wszystkich meczach siatkarskiego turnieju, w tym w wygranym spotkaniu o 9. miejsce z Koreą Południową. W czasie igrzysk 1992 w Barcelonie wystąpił w każdym spotkaniu fazy grupowej i przegranym meczu ćwierćfinałowym z Holandią. Jego zespół zajął 5. miejsce w klasyfikacji końcowej. Podczas igrzysk 1996 w Atlancie zagrał we wszystkich meczach turnieju, w tym w przegranym pojedynku finałowym o złoto z Holandią.

### Kariera klubowa
Był zawodnikiem włoskich klubów C.B.R. / Edilesse Cavriago (1979–1980, 2006–2007), Modena Volley występującego pod nazwami Panini, Philips, Daytona Las, Casa Modena Unibon, Casa Modena Salumi i Kerakoll Modena (1980–1990, 1993–1998, 2000–2004), Sisley Treviso (1990–1993), Iveco Palermo (1998–2000), Prisma Taranto (2004–2005) i Codyeco S.Croce (2005–2006). Zdobył mistrzostwo Włoch siedmiokrotnie w latach 1986–1989, 1995, 1997 i 2002, dziewięciokrotnie tryumfował w pucharze Włoch w 1985, 1986, 1988, 1989, 1993, 1994, 1995, 1997 i 1998 oraz wygrał superpuchar Włoch w 1997. Zwyciężał w Pucharze Europy Mistrzów Klubowych w 1990, 1993, 1996, 1997 i 1998, w Pucharze Europy Zdobywców Pucharów w 1986 i 1995 oraz w Pucharze CEV w 1983, 1984, 1985, 1991, 1993 i 1999. Jest również tryumfatorem superpucharu Europy z 1995.

### Po zakończeniu kariery
Po zakończeniu kariery zawodniczej był komentatorem siatkarskim w stacji telewizyjnej Sky Sports. Następnie był trenerem zespołów Pallavolo Massa i Volley Tricolore Reggio Emilia. W latach 2018–2020 był asystentem trenerów Julio Velasco i Andrei Gianiego w Modena Volley.
W 2007 zwyciężył w pierwszych mistrzostwach Europy weteranów powyżej 40 lat. W 2018 Włoski Narodowy Komitet Olimpijski przyznał mu wyróżnienie Collare d'oro al merito sportivo.